# Discrete Event Dynamic Systems
Discrete Event Dynamic Systems is een internationaal, aan collegiale toetsing onderworpen wetenschappelijk tijdschrift op het gebied van de regeltechniek. De naam wordt in literatuurverwijzingen meestal afgekort tot Discrete Event Dyn. Syst. Het wordt uitgegeven door Springer Science+Business Media.